# Dimitrios Papadopoulos (voetballer)
Dimitrios Papadopoulos (Gagarin, 20 oktober 1981) is een Grieks voormalig profvoetballer die als aanvaller speelde.

## Carrière
Papadopoulos woonde tot zijn elfde in de Oezbeekse Socialistische Sovjetrepubliek. Hij speelde in de jeugd bij Akratitos Ano Liosia. Nadat hij daar twee seizoenen in het eerste team gespeeld had, werd in 2001 hij gecontracteerd door het Engelse Burnley. Na twee seizoenen werd hij verkocht aan Panathinaikos. Daar had Papadopoulos tussen 2003 en 2008 de meest succesvolle periode uit zijn loopbaan. In het seizoen 2003/04 won hij met zijn club zowel het kampioenschap als de beker en ook werd hij dat seizoen uitgeroepen tot Grieks voetballer van het jaar. In zijn laatste seizoen bij Panathinaikos kwam hij minder aan bod en hierna volgden weinig succesvolle korte periodes in Italië, Kroatië en Spanje. Weer terug in Griekenland had hij een sterk seizoen 2012/13 bij Panthrakikos en werd wederom Grieks voetballer van het jaar. Dat werd hij ook in het seizoen 2013/14 als speler van Atromitos. Hierna speelde Papadopoulos voor PAOK en sinds september 2015 komt hij uit voor Asteras Tripoli. In januari 2016 werd zijn contract ontbonden. Hij vervolgde zijn loopbaan bij Atromitos en in februari 2017 ging hij voor Panetolikos spelen. In september 2017 stopte Papadopoulos met voetballen.
Papadopoulos heeft de UEFA-managmentopleiding Executive Master for International Players (MIP) gedaan

## Interlandloopbaan
Op 20 november 2012 debuteerde Papadopoulos voor het Grieks voetbalelftal tegen Ierland. Hij maakte deel uit van de Griekse selectie die het Europees kampioenschap voetbal 2004 won. Hij speelde ook op de Olympische Zomerspelen 2004. Papadopoulos maakte ook deel uit van de Griekse selectie op de FIFA Confederations Cup 2005 en het Europees kampioenschap voetbal 2008.

## Erelijst
Panathinaikos
- Super League: 2003/04
- Beker van Griekenland: 2003/04

 Dinamo Zagreb
- 1. HNL: 2009/10

 Griekenland
- UEFA EK: 2004

Individueel
- Super League Grieks voetballer van het jaar: 2003/04, 2012/13, 2013/14
- Super League Elftal van het jaar: 2013/14